# Jungfernstieg

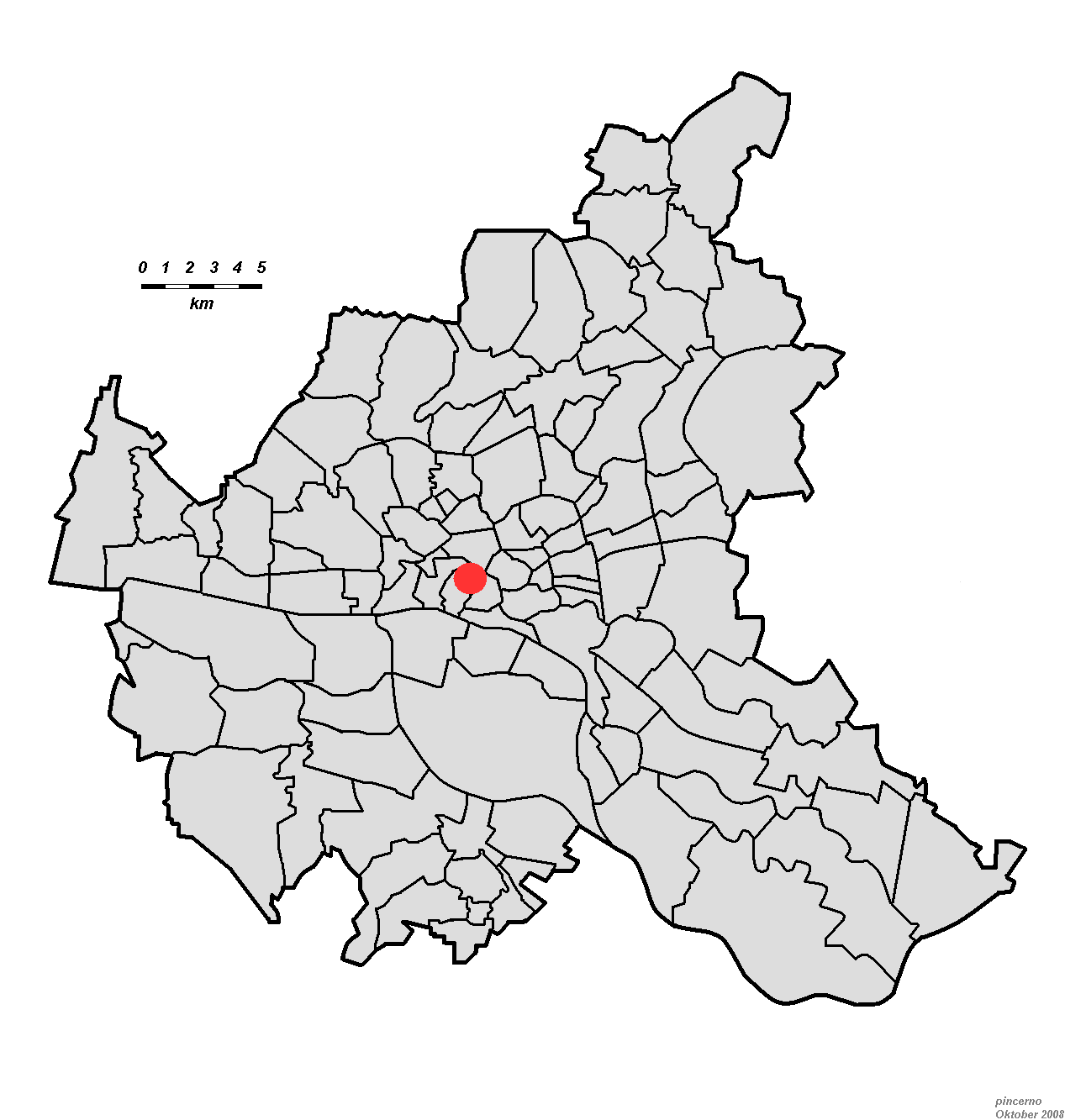
situació a Hamburg

El Jungfernstieg és una avinguda d'Hamburg (Alemanya) i una de les principals estacions del metro hamburguès, al centre de la ciutat, entre el llac, de fet una bassa de molí medieval, «Binnenalster» i el nucli antic, entre el pont del Reesendamm i la plaça Gänsemarkt.
És al lloc d'un pantá, anomenat Reesendamm aixecat el 1235, sota l'impuls del comte Adolf IV de Schauenburg i Holstein a través del riu Alster per alimentar el molí d'aigua municipal. El curs de l'Alster i dels seus braços del llac cap a l'Elba va canviar-se sovint segons les necessitats del moment (molí, desguàs, defensa, transport…). Després del gran incendi del 1842, els edificis als marge van ser reconstruïts i s'hi va incorporar la primera galeria comercial de la ciutat. L'avinguda tenia una funció de rambles, on les famílies benestants es passejaven amb les seves filles solteres, Jungfer (plural Jungfern) en baix alemany, el que va donar el nom nou, amb el sufix stieg, carrer. Amb la moda del «tot per al cotxe» dels anys 1960, l'avinguda va perdre molt del seu encant i es va transformar a poc a poc en una autopista urbana (vegeu foto). Sota l'impuls d'una associació de veïns i botiguers, des de l'inici del segle XXI es va cercar noves solucions. El 2005 va començar una altra onada de treballs per tornar un xic més espai als vianants, tot i que la preponderància cotxera sempre queda òbvia, amb entre cinc i sis carrils per a cotxes i bussos que fan barrera entre la ciutat i el llac.
Tot i això ha tornat a ser un lloc central i punt de trobada de moltes manifestacions, quan se'l tanca parcialment per al trànsit: la festa Alstervergnügen, el mercat anual a la festa de l'orgull gai, el triatló i també de manifestacions polítiques i socials. S'hi troben unes botigues de grans marques internacionals, com se'n troben als centres comercials de qualsevol metròpoli.
El carrer construït el 1827 al marge occidental del llac «Binnenalster» va prendre el nom Neuer Jungfernstieg (neuer = nou). Hi ha carrers amb el mateix nom entre d'altres a Berlin-Lichterfelde, Eckernförde, Flensburg, Glückstadt, Haldensleben, Kiel, Rendsburg, Ringleben (bei Artern), Schwerin, Stralsund i Wolmirstedt.

## Estació de metro i rodalia i moll d'embarcament
Sota el Jungfernstieg i parcialment sota el llac es troba l'estació del metro (U-bahn: U1, U2, U4) i de la rodalia d'Hamburg on totes les línies són interconnectades. El 1958 es va crear una connexió subterrània per vianants entre l'estació Jungfernstieg i l'estació Rathausmarkt i l'U3. Al marg de llac es troba el principal embarcador dels Alsterdampfer, fins a 1984 part de la xarxa del transport públic, ara només per excursions turístiques a l'Alster i els seus principals afluents.

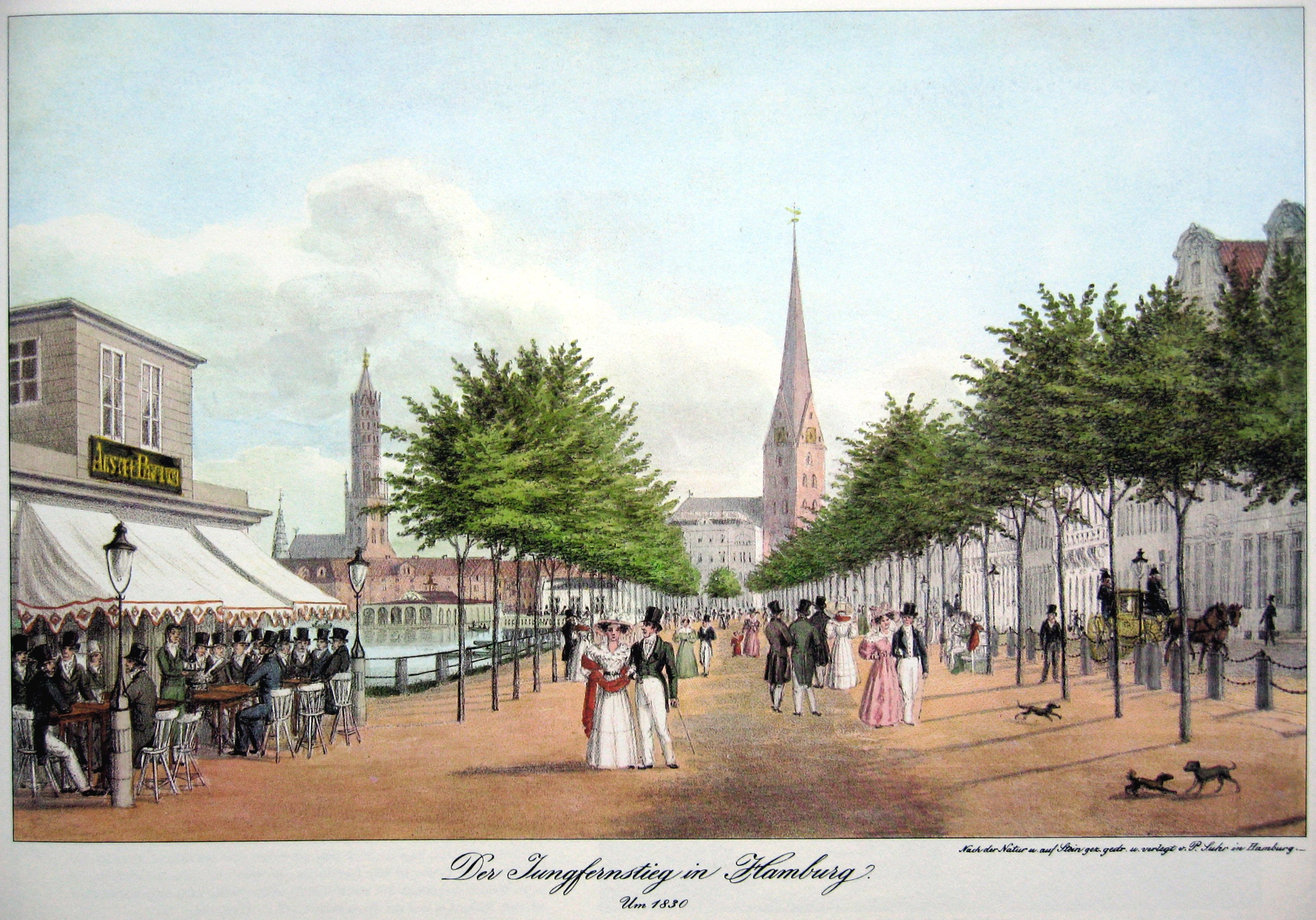
Gravat vers 1830
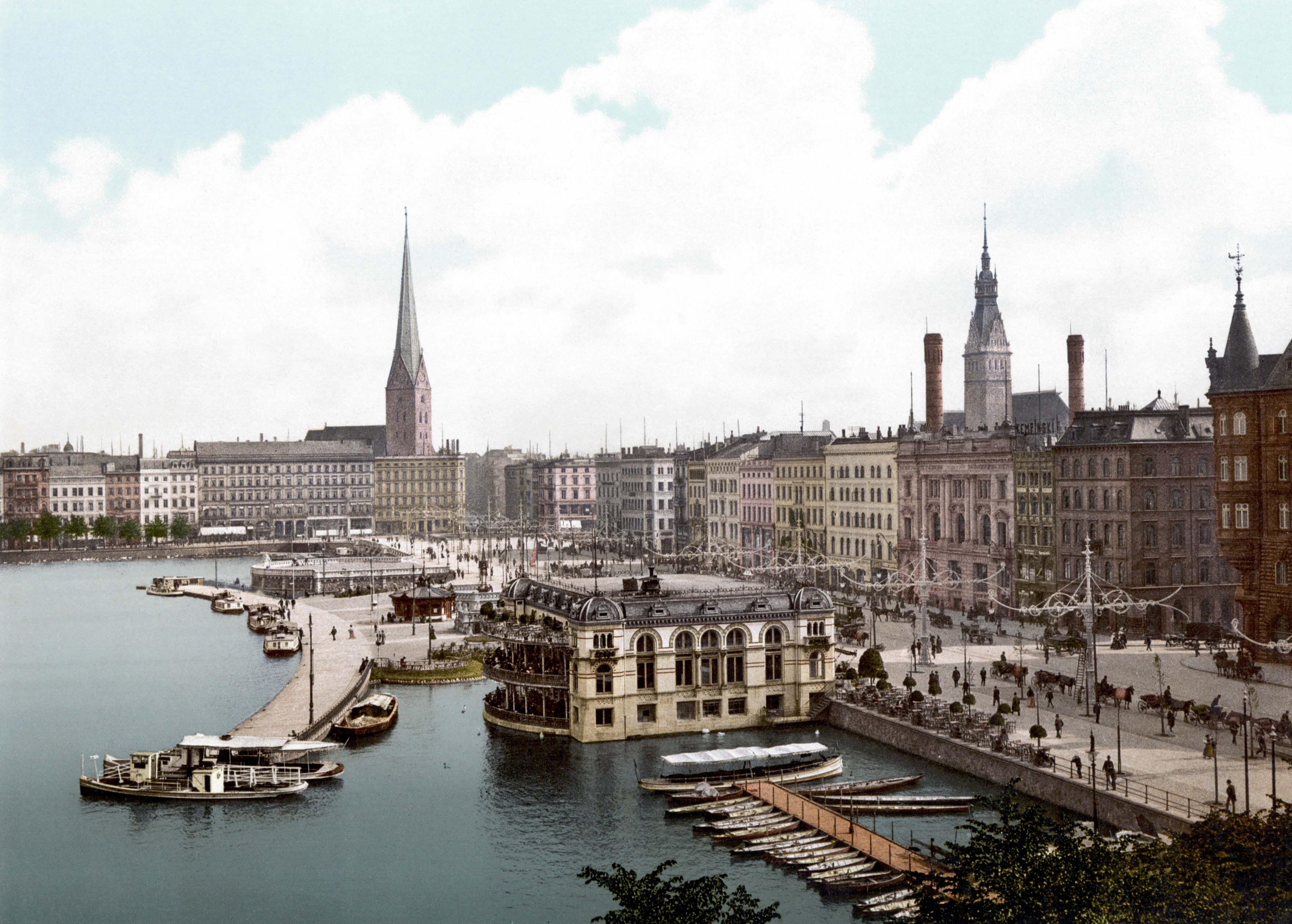
Jungfernstieg vers 1905
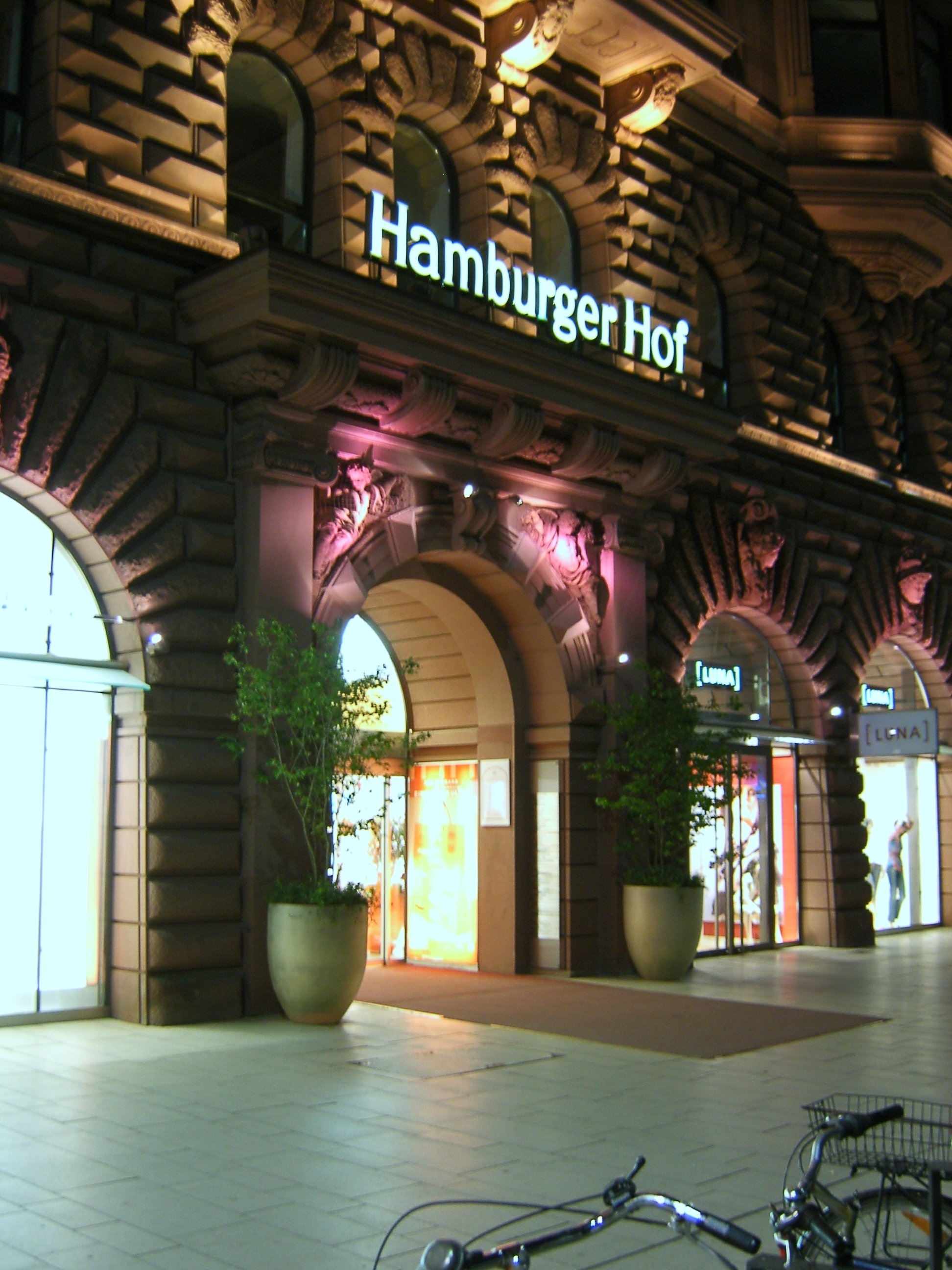
El Hamburger Hof, galeria comercial
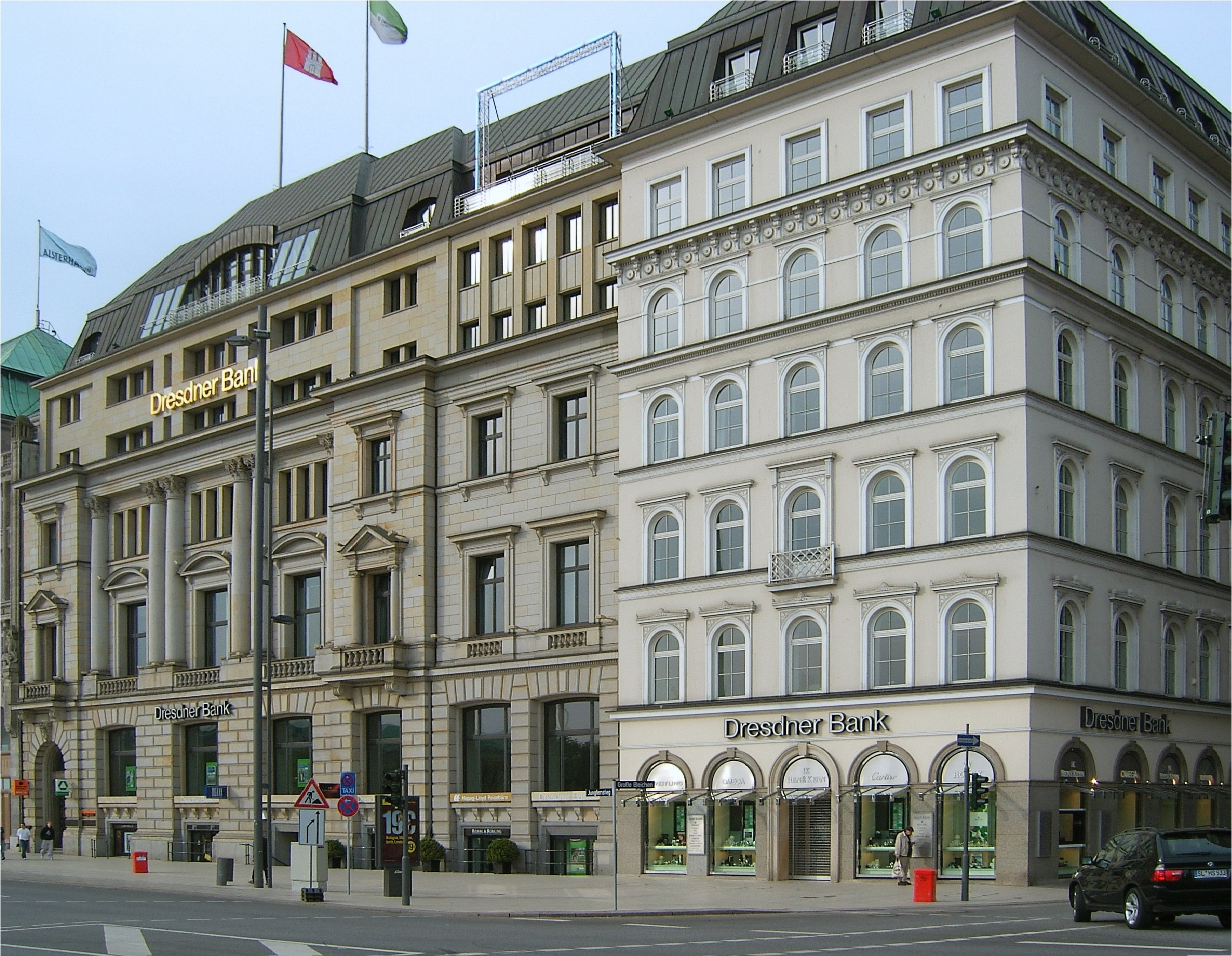
Antic banc Dresdner Bank
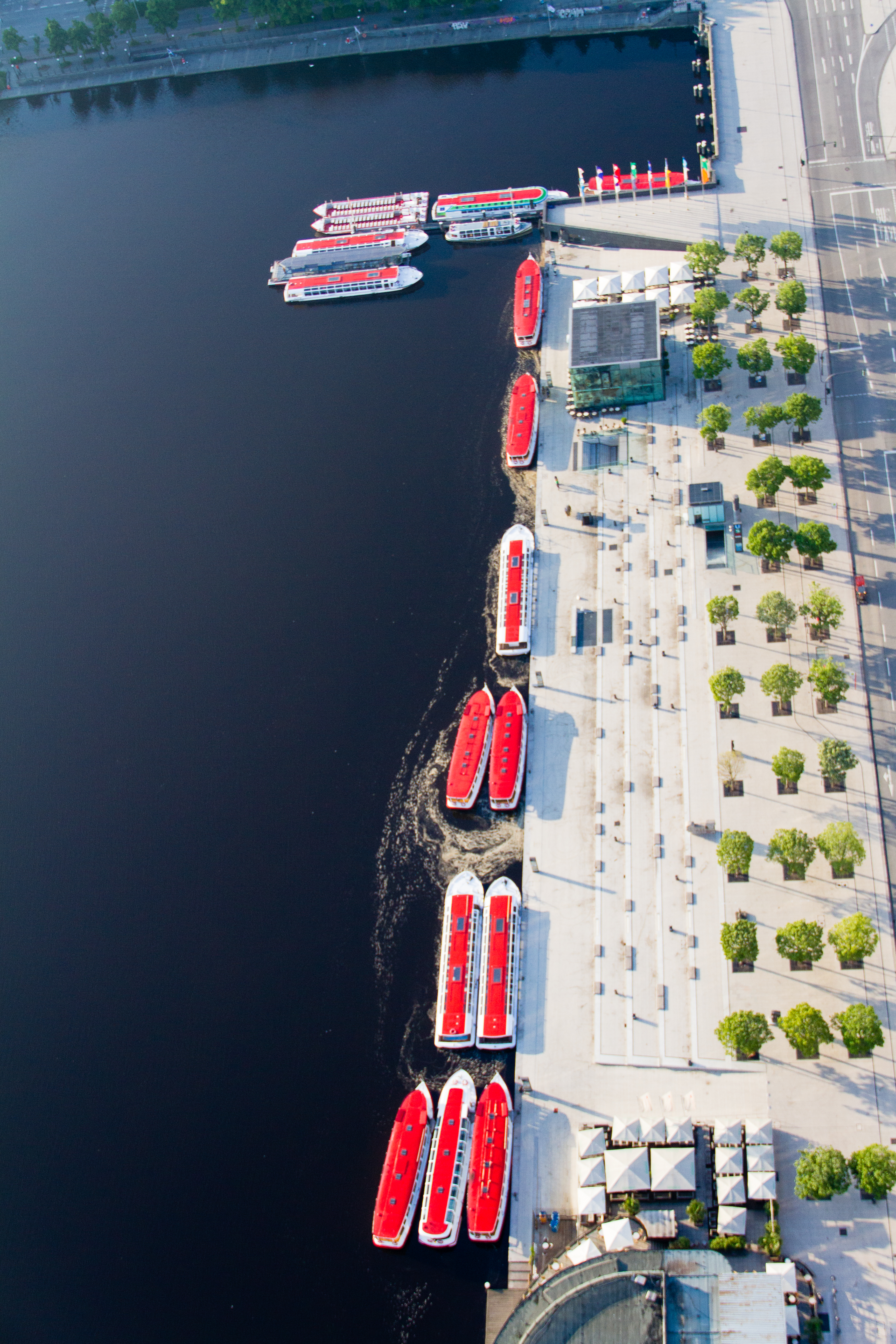
Embarcador (vista aèria)